# Pierre Du Bosc
Pour les articles homonymes, voir Bosc.
Vous pouvez aider à l'améliorer ou bien discuter des problèmes sur sa page de discussion.
- Il n’est pas rédigé dans un style encyclopédique. (Marqué depuis octobre 2017)
- Il a besoin d'un nouveau plan. (Marqué depuis janvier 2016)

Pierre Du Bosc, né à Bayeux le 21 février 1623 et mort à Rotterdam le 2 janvier 1692, est un prédicateur protestant.
Il est le « plus grand prédicateur de son temps », au jugement de Pierre Bayle.

## Biographie

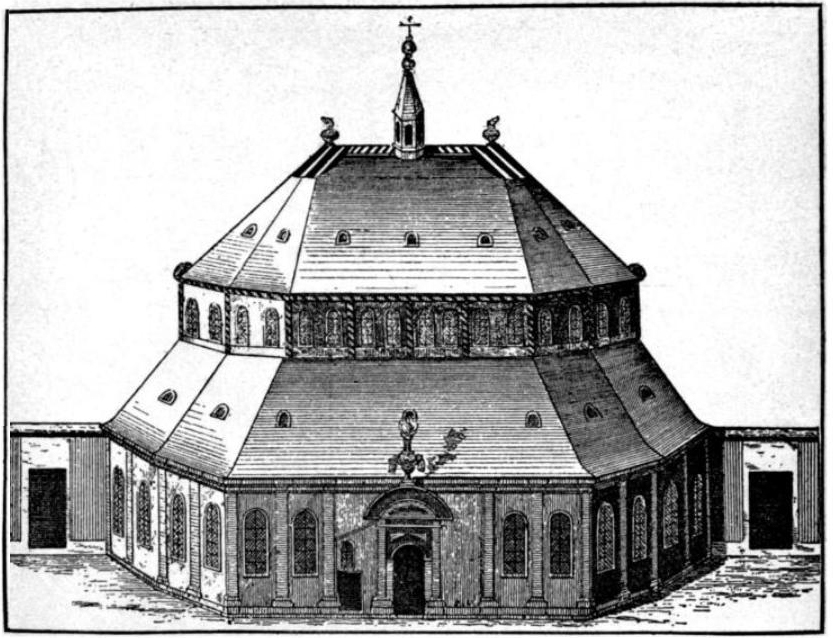
Le Temple réformé de Caen (1611-1685)

Dernier et seul survivant des treize enfants nés du mariage de Guillaume Du Bosc, avocat au Parlement de Rouen, mort en 1653 et de Marie L’Hotelier, morte en 1663, il commence ses études à l’académie de Montauban, qu’il quitta au bout de dix-huit mois pour aller les continuer à Saumur, où il passa trois ans.
Il n’avait pas encore atteint sa vingt-troisième année, lorsque le colloque de Trévières, assemblé le 15 novembre 1645, le donna pour collègue au célèbre Bochart au temple de Caen où il ne tarda pas à acquérir une réputation d’éloquence qui le plaça au nombre des pasteurs les plus distingués de la Normandie. Toutes les fois qu’il s’agissait d’un discours d’apparat à adresser à un grand personnage, c’était à lui que s’adressait le consistoire, ce dont il s’acquittait toujours avec un succès qui porta bientôt son nom jusqu’à Paris.
Dès 1658, le consistoire de Charenton envoya en Normandie le ministre Gaches et l’ancien Massanes pour représenter à celui de Caen combien il serait avantageux à la cause protestante qu’un orateur d’un si grand talent fût attaché à l’église de la capitale ; mais sa demande, qu’il renouvela plusieurs fois, en la faisant appuyer par les plus illustres d’entre les Protestants, fut rejetée, l’église de Caen tenant à garder un homme dont elle était fière et Du Bosc lui-même ne désirant pas se séparer d’un troupeau qu’il affectionnait.
Le crédit dont Du Bosc jouissait dans les églises de la Normandie, l’estime que lui témoignaient non seulement les protestants, mais les catholiques, son éloquence, ses talents. sa réputation, ses vertus même, qui déliaient la calomnie, tout devait donner de l’ombrage aux Jésuites et leur inspirer le désir de l’éloigner au moins de la Normandie, se flattant d’avoir, après son départ, meilleur marché de son troupeau. Ils obtinrent, en 1664, une lettre de cachet qui l’exila à Châlons. On ne sait de quel crime ils l’accusèrent au juste. On a prétendu qu’il aurait parlé, en termes peu mesurés, de l’autorité royale ; mais jamais ministre protestant ne fut plus royaliste que Du Bosc pour qui le roi était l’image de Dieu sur terre et l’obéissance passive à sa volonté absolue le premier devoir des sujets.
Le plan des Jésuites échoua misérablement car l’exil de Du Bosc ne servit qu’à faire éclater l’estime qu’on avait pour lui et le rendit plus cher que jamais à son église. Ce ne furent pas seulement les protestants qui s’intéressèrent à sa souffrance, tout ce qu’il y avait d’honnêtes gens en France voulut prendre part. L’évêque de Châlons lui-même, entre autres, se plut à le combler de prévenances, mangeant à sa table deux fois la semaine.
Une correspondance assez active et quelques travaux littéraires, dont une partie a été conservée, aidèrent Du Bosc à supporter les ennuis de son exil, qui dura environ six mois, malgré les démarches les plus actives de ses amis pour obtenir son rappel. Montausier, Turenne, Ruvigny, le premier écuyer Béringhen rivalisèrent de zèle pour le servir et ils obtinrent à la fin une nouvelle lettre de cachet du 15 décembre 1664. En passant par Paris, Du Bosc ne manqua pas d’aller remercier les ministres d’État, et le ministre Le Tellier voulut bien lui promettre de ne plus recevoir d’accusation contre lui, qu’il ne s’en éclaircit avant toutes choses avec lui.
De retour à Caen avec cette promesse rassurante le 8 novembre, il dut de nouveau subir les attaques des Jésuites qui, ne se tenant pas pour battus, renouvelèrent plusieurs fois leurs accusations calomnieuses contre lui. Du Bosc eut, malgré les promesses de Le Tellier, beaucoup de peine à se défendre contre leurs attaques.
En 1668, les églises de tout le royaume ayant pris la résolution d’envoyer à Paris des députés qui présentent au roi des remontrances au sujet de la fameuse Déclaration du 2 avril 1666, celles de la Normandie élurent Du Bosc, que sa haute réputation et choisir à l’unanimité pour être le chef de la députation. C’est en cette qualité qu’il fut chargé de rédiger les observations qu’on voulait soumettre au Conseil.
Pendant qu’il y travaillait, le bruit de la prochaine suppression des Chambres de l’édit de Paris et de Rouen se répandit. Les députés des églises sollicitèrent une audience du roi qui ne voulut admettre en sa présence que le député général et Du Bosc, qui porta la parole et se surpassa en cette occasion. Son discours, plein de force et de dignité, touchant et pathétique, a été publié. Louis XIV ému promit d’y penser et, passant dans la chambre de la reine, déclara, en présence de la Cour, qu’il venait d’entendre l’homme le plus éloquent de son royaume.
Cette satisfaction d’amour-propre fut le seul fruit que Du Bosc retira de sa harangue car l’édit qu’on redoutait n’en fut pas moins rendu au mois de janvier 1669. Cet édit fut la première atteinte directe portée à l’édit de Nantes et c’est pour cela que les Réformés le craignaient, comme l’établissement d’un précédent qui pouvait mener, dans un temps plus ou moins rapproché, à l’abolition de cet édit. Aussi, Le Tellier leur ayant demandé un mémoire sur les tempéraments que l’on pourrait apporter à là suppression des deux chambres, il avait été décidé, dans une réunion des Protestants les plus notables de Paris, qu’on n’en présenterait aucun, parce que ce serait accepter des compromis sur la violation de l’édit de Nantes et qu’il valait mieux laisser aller les choses, pour ne pas avoir, aux yeux des étrangers, l’air d’y consentir.
Du Bosc fut plus heureux relativement à la Déclaration de 1666. Après six mois au moins de sollicitations et de démarches, il obtint enfin la Déclaration du 1er février 1669, qui modifia la première dans ses dispositions les plus vexatoires. L’affaire qui l’avait amené à Paris ainsi terminée, il retourna à Caen et fut appelé à présider le synode provincial qui le remercia au nom des églises. Mais les circonstances devenant de plus en plus critiques, il revint à Paris dès le mois de juin. C’est durant ce voyage qu’il dressa la Requête générale qui a fait tant de bruit et si peu d’effet. Elle fut présentée au roi par [Ruvigny] . Le roi en ayant renvoyé l’examen à son retour de Chambord, Du Bosc repartit pour Caen, où il passa le reste de l’année.
Il revint une quatrième fois à Paris, au commencement de 1670, pour solliciter une réponse à la Requête générale. Ayant prêché les 23 février et le 2 mars à Charenton, sur Apoc. III, 14-16, dès le lendemain, l’archevêque courut à Versailles avec un mémoire où il l’accusait d’avoir parlé de la religion catholique en termes injurieux. Louis XIV ayant refusé d’ajouter foi à cette dénonciation, le prélat ne recueillit de sa démarche que la honte qui s’attache toujours à la délation.
Cependant le temps s’écoulait et l’affaire qui retenait Du Bosc à Paris ne recevait pas de solution. Dans l’espoir de hâter la réponse du Conseil, on se décida à faire imprimer la Requête générale. Dès qu’elle parut, Châteauneuf convoqua les députés des églises dans son cabinet, leur fit de vifs reproches et envoya deux d’entre eux, Le Verdier et Chabot, à la Bastille. Celte rigueur n’intimida pas les autres, qui firent rédiger une seconde requête par Du Bosc, que Ruvigny fut chargé de présenter au roi. Ce ne fut toutefois que le 7 mars 1673 qu’elle fut rapportée au Conseil. Villeroy et Le Tellier furent nommés pour l’examiner, mais ils firent traîner l’affaire en longueur avec toutes sortes de prétextes, ce qui força Du Bosc à faire plusieurs nouveaux voyages à Paris. C’est au cours de l’un d’eux, en 1676, qu’il eut l’honneur d’être tenté par Châteauneuf lui-même, qui l’assura que le roi aurait une joie extraordinaire de sa conversion, qu’il n’avait qu’à demander, qu’on lui donnerait quelle charge il voudrait, qu’on avancerait ses enfants, etc. Du Bosc refusa de vendre sa conscience et resta donc ministre de l’église de Caen, qui était alors menacée dans son existence.
Dans tous ses rapports avec le gouvernement, Du Bosc fit briller une prudence, un courage, une fermeté et une habileté qui lui gagnèrent l’estime de Louis XIV et de ses ministres. Son éloquence triompha de la mauvaise foi du clergé romain et il obtint, le 10 février 1681, un arrêt du Conseil qui maintint l’exercice du culte à Caen. Si l’Église protestante avait pu être sauvée par des négociations, elle l’aurait été par lui. En 1682, Du Bosc fut appelé à présider le Synode de Normandie qui s’assembla à Quevilly le 2 septembre 1682.
À peine était-il de retour dans son église que le repos dont il espérait jouir après tant de fatigues et d’agitations, fut de nouveau troublé. Le moment approchait où le bigotisme triomphant allait arracher violemment le pasteur à son troupeau. À la fin de 1684, sous la commode accusation de relaps admis à la Cène, un procès fut intenté à l’église de Caen, et Du Bosc, arrêté avec ses collègues Yorin et Guillebert, se vit traîné de ville en ville, forcé de subir Interrogatoire sur interrogatoire et traduit enfin devant la Tournelle de Rouen.
Ce fut en vain que le duc de Montausier écrivit en sa faveur au procureur général Le Guerchois, qui lui répondit que sa charge l’obligeait à poursuivre Du Bosc à toute rigueur. Cet ambitieux valet du clergé n’eut pas honte de conclure au bannissement perpétuel, à la confiscation des biens et à l’amende honorable. Plaidant sa cause lui-même, Du Bosc arracha, dit-on, des larmes à ses juges, qui se contentèrent de frapper les ministres de Caen, par arrêt du 6 juin 1685, d’une amende de 400 livres, en leur interdisant le ministère et en les bannissant à vingt lieues de Caen. Le but que le clergé voulait atteindre, l’était pleinement par la démolition du temple et le bannissement des ministres, à qui l’on n’accorda qu’un délai de quinze jours pour sortir de Caen.
Après sa condamnation, Du Bosc ne pouvait rester en France. La reine de Danemark lui fit offrir une retraite dans ses États. L’évêque de Londres l’engagea à passer en Angleterre, en promettant de lui faire obtenir un bénéfice. Depuis plus de deux mois déjà, les magistrats de Rotterdam le sollicitaient d’accepter la chaire de l’église wallonne de leur ville. Il se décida pour la Hollande, parce qu’il s’éloignerait moins de son troupeau. En sortant du Palais, il écrivit donc aux magistrats de Rotterdam qu’il acceptait leurs offres, le Parlement de Normandie venant de rompre les liens qui l’attachaient à son église, et il partit pour Paris où il obtint, le 8 juin, un passeport pour la Hollande, avec permission d’emmener ses deux filles et même de disposer de ses biens.
Du Bosc ne profita guère de la faveur qui lui avait été accordée. Ses biens furent séquestrés après son départ, et il ne put emmener que sa fille cadette, qui épousa plus tard Philippe Le Gendre. L’aînée, mariée à Michel Néel, sieur de La Bouillonnière, ne put se résoudre à se séparer de son mari et de ses trois enfants. Plus tard, Michel Néel réussit à sortir de France ; mais il n’arriva en Hollande qu’avec sa femme et un de ses enfants, qui mourut même au bout de huit jours ; l’aîné expira de fatigue en chemin; le plus jeune tomba entre les mains des soldats qui veillaient aux frontières et fut enfermé à la Propagation de la roi, où il mourut.
Arrivé en Hollande à la fin du mois d’août 1685 et installé le 28 octobre, le chagrin que lui causaient les nouvelles de France ne tarda pas à agir d’une manière funeste sur sa santé. Il languit pendant les dernières années de sa vie, sans autre consolation que la tendresse de ses enfants, sans autre distraction que la société de ses fidèles amies Madame de Tilly et de Mademoiselle de Saint-Contest.
Ses souffrances ne l’empêchaient pourtant pas de remplir fidèlement ses devoirs de pasteur. Il se préparait encore à monter en chaire lorsqu’il fut atteint de la maladie qui le conduisit au tombeau le 2 janvier 1692, après quarante-sept années de ministère.
Dans son Histoire des ouvrages des savans, Basnage juge ainsi Du Bosc comme prédicateur : « M. Du Bosc avait reçu de la nature tous les dons extérieurs qui contribuent à l’éloquence. Il parlait avec beaucoup de dignité et de grandeur : le geste, la voix, la majesté de sa personne, tout concourait à le rendre un parfait orateur. Son discours était soutenu de sentiment, orné de comparaisons et embelli d’expressions pompeuses. » L’auteur de l’Histoire de la révocation de l’édit de Nantes ajoute encore à cet éloge : « On peut dire qu’il avait tous les dons nécessaires à un orateur chrétien. Il avait l’esprit éclairé par la connaissance des belles-lettres. Il était bon philosophe, solide théologien, critique judicieux. Il était fort bien fait de sa personne. Il avait une voix également agréable et forte, un geste bien composé, un corps robuste, une santé vigoureuse. Tout le monde s’accorde à louer la douceur de son caractère, son désintéressement, sa piété et son zèle sans bornes pour l’Église protestante.
Du Bosc avait été marié deux fois. Il avait épousé, en 1650, Marie Moisant, fille de Guillaume Moisant, de Caen et en avait eu un fils, mort, en 1676, lieutenant dans le régiment de Scbomberg et la fille qui épousa Michel Néel. En 1657, Il se remaria avec Anne de Cahaignes, fille sœur d’Etienne, sieur de Verrières, professeur de médecine à Caen, qui lui donna une fille, mariée à Philipe Le Gendre.

## Publications
- Sermons sur l’Épître de St. Paul aux Éphésiens : contenant l’explication des principales matières contenues dans les trois premiers chapitres de cette Épître, Rotterdam, Reinier Leers, 1699